# Azoelen

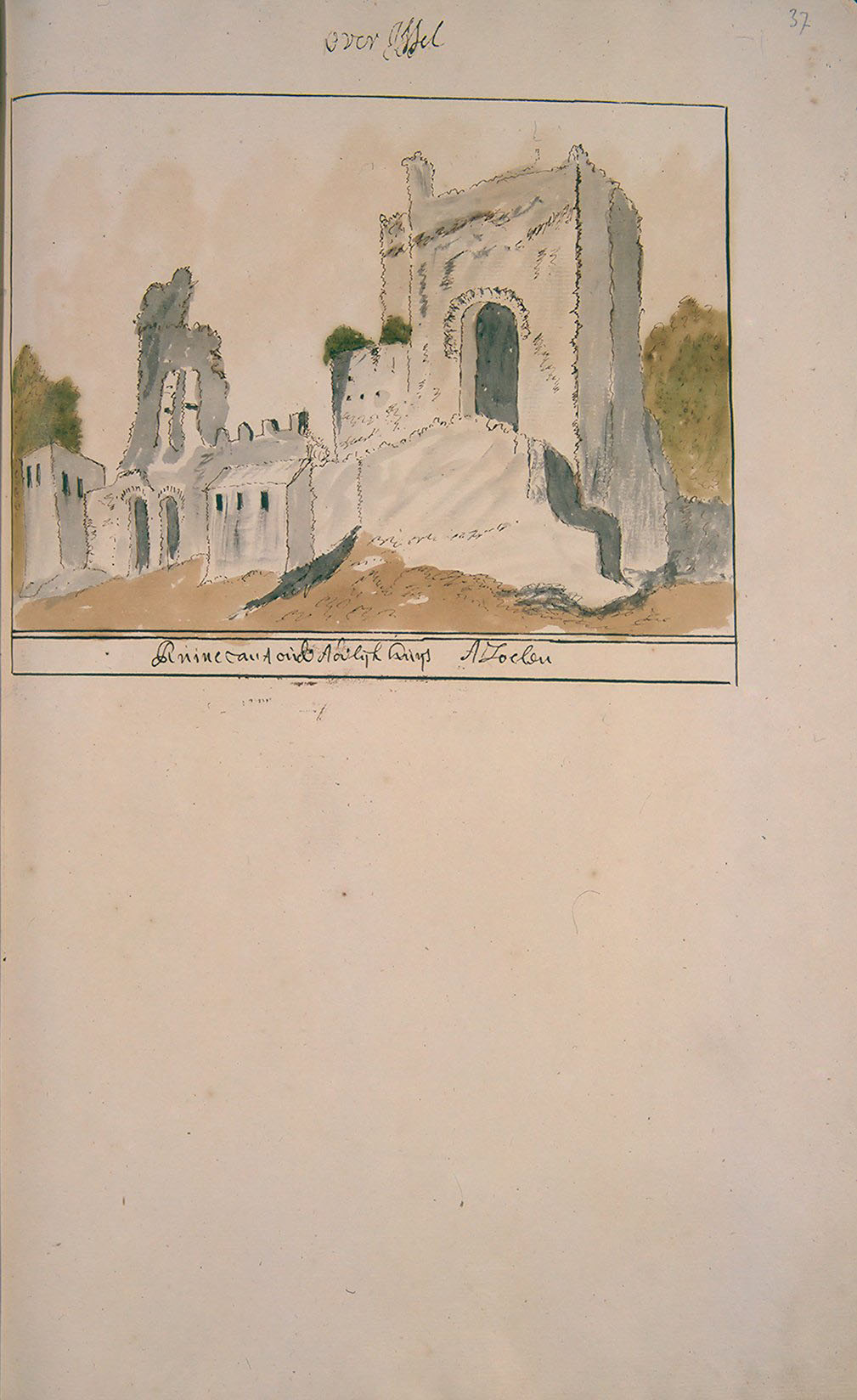
Tekening van de ruïne Azoelen, door Andries Schoemaker naar een voorbeeld van Jacobus Stellingwerf.

Het kasteel Azoelen zou hebben gestaan bij de havezate Mennigjeshave in het Nederlandse dorp Den Ham, provincie Overijssel. Het slot moet reeds in 1380 door oorlogshandelingen zijn verwoest. Er zijn overigens geen duidelijke aanwijzingen dat het kasteel inderdaad bij Mennigjeshave heeft gestaan. Door een gebrek aan bronmateriaal is zelfs niet duidelijk of het kasteel daadwerkelijk heeft bestaan.
In Den Ham is onder andere de lokale scoutingvereniging naar het kasteel vernoemd.

## Vermeldingen
Het kasteel is in 1517 genoemd door Cornelius Aurelius in zijn werk Die cronycke van Hollandt, Zeelandt ende Vrieslant, met die cronike der biscoppen van Uutrecht. Hij gaf geen locatie aan voor het kasteel.

### Gerhard Dumbar
In 1732 gaf Gerhard Dumbar, stadssecretaris van Deventer en tevens geschiedkundige, zijn boek Het kerkelyk en wereltlyk Deventer uit. Hierin schreef hij over de oorlog in 1380 tussen de Utrechtse bisschop Floris van Wevelinkhoven en de edelman Evert van Essen. Nadat de bisschop het kasteel Eerde had verwoest, trok hij volgens Dumbar op naar het bij Mennigjeshave gelegen kasteel Azoelen: de bezetting gaf zich over en de bisschop verwoestte ook dit kasteel. Nadat tevens de kastelen Laer, Ter Molen (later bekend onder de naam Schulenburg) en Gerner waren ingenomen en verwoest, had bisschop Floris de oorlog gewonnen.
Dumbar had al in de jaren 1719-1722 in zijn Analecta seu Vetera aliquot scripta inedita de oorlogshandelingen van 1380 beschreven, maar nog zonder vermelding van Azoelen. In zijn nieuwe werk van 1732 behandelde hij deze oorlog echter uitgebreider, met dank aan informatie uit het boek Historie van Overijssel van de 17e-eeuwse auteur Willem Nagge, en hij introduceerde nu het kasteel Azoelen.
Nadien is het verhaal over Azoelen overgenomen door andere auteurs, zoals zijn gelijknamige kleinzoon Gerhard Dumbar. Ook bij Jacobus Kok en A.J. van der Aa komt Azoelen voor.

#### Leesfout?
Auteur A.J. Mensema geeft aan dat Dumbar mogelijk een leesfout heeft gemaakt toen hij het werk van Willem Nagge bestudeerde, waarbij hij Ter Molen heeft gelezen als Azoelen. Opmerkelijk is dat Dumbar het kasteel Azoelen nabij de havezate Mennigjeshave plaatste, maar deze havezate was in 1380 nog niet veel meer dan een hoeve. Wel was die hoeve op dat moment in bezit van Hadewich van Hulsen, wier echtgenoot de eigenaar was van het in 1380 verwoeste kasteel Ter Molen.

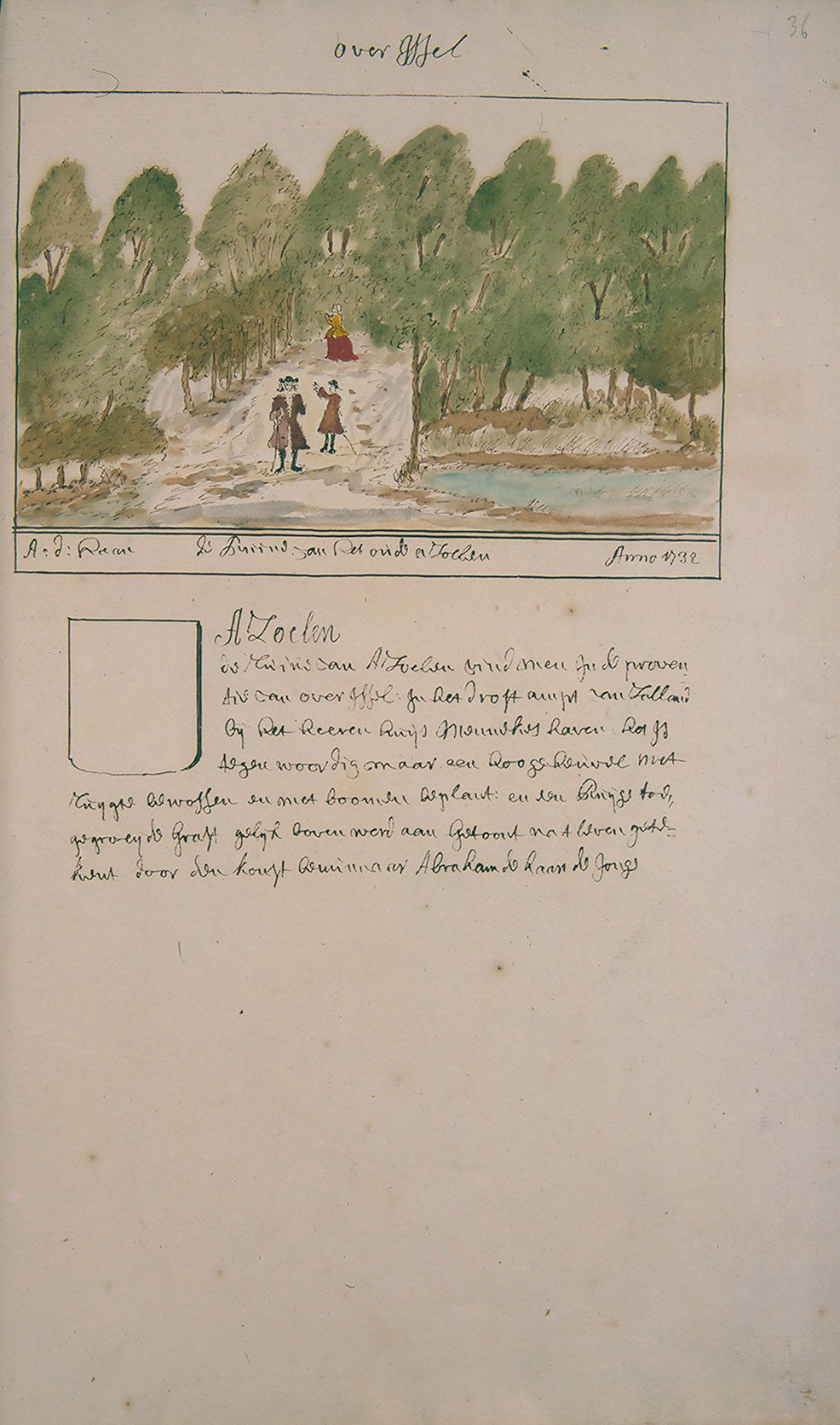
De overtuin van Mennigjeshave, nagetekend door Andries Schoemaker van de originele tekening door Abraham de Haen. De tuin werd door hen beschouwd als de plek van het voormalige kasteel Azoelen.

## Andries Schoemaker, Cornelis Pronk en Abraham de Haen
Andries Schoemaker en de tekenaars Cornelis Pronk en Abraham de Haen bezochten in 1732 de havezate Mennigjeshave en kenden het zojuist uitgegeven boek van Dumbar. Zij waren dus ook bekend met het verhaal over het kasteel Azoelen en beschouwden de overtuin van de havezate als de plek waar ooit kasteel Azoelen had gestaan. De Haen maakte van deze locatie vervolgens een tekening.
Schoemaker schreef in 1735 in zijn Korte Beschryving van Overissel dat de overtuin een omgrachte, van bomen voorziene heuvel was waarop het kasteel ooit had gestaan en hij voegde bij zijn verhaal nog een tekening toe van een ruïne die Azoelen moest voorstellen. Hij had deze tekening zelf gemaakt naar een voorbeeld van waarschijnlijk Jacobus Stellingwerff, een tijdgenoot van Schoemaker. Over het waarheidsgehalte van de tekening van Jacobus Stellingwerff bestaat echter twijfel.

### Tuinaanleg?
De kasteelplaats die door Schoemaker, Pronk en De Haen is gezien, zal onderdeel hebben uitgemaakt van de 18e-eeuwse tuinaanleg van Mennigjeshave. Nadat Frederik Rudolf van Rechteren in 1696 de vervallen havezate had gekocht, liet hij het oude huis afbreken en op dezelfde plek een nieuw woonhuis bouwen. Hierbij zal ook meteen een nieuwe tuinaanleg zijn doorgevoerd, inclusief het omgrachte perceel van de overtuin. Mogelijk lag daar in 1732 nog puinafval van het oude Mennigjeshave of was er een vervallen tuinornament - zoals een grotto - op het perceel aanwezig. Dit zou dan onbedoeld door de drie bezoekers als de resten van Azoelen zijn geïnterpreteerd. Van een duidelijk herkenbare ruïne was in ieder geval geen sprake.
Den Aalshorst · Den Alerdinck · Huis Almelo · Arkelstein · Averbergen · Azoelen · Backenhagen · Bellinckhof · Den Berg · Huis Bergentheim · Beugelskamp · Beverfeurde · Blankena · Hof te Boekelo · Borgbeuningen · Havezate Boskamp · Boxbergen · Havezate Brecklenkamp · Bredenhorst · Buckhorst · Campherbeek · Colckhof · Den Dam · Huis Diepenheim · Dingshof · Dubbelink · Kasteel Eerde · Egede · Havezate Elsen · Everlo · Landgoed Frieswijk · Glinthuis · Huis Gramsbergen · Grimberg · Grotenhuis · De Haere · Haerst · Hagmeule · Slot Hardenberg · Huis Heeckeren · Huis Hengelo · Herxen · Hofstede · Hogenhof · Hondeborg · Katenhorst · Kevelham · Kranenburg · De Kuile · Het Laar · Leemcule · Luttenberg · Mataram · Mennigjeshave · Nijenhuis (Diepenheim) · Nijenhuis (Olst-Wijhe) · Oldemeule · Olidam · Oosterhof · Huis te Ootmarsum · Den Ordel · Pekkedam · Pothof · Rande · Kasteel Rechteren · Het Reelaer · Rhaan · Rutenberg · Huis Saasveld · Havezate Schoonheten · Havezate Schuilenburg · Singraven · Stoevelaar · Kasteel Toutenburg · Twickel · Vechterweerd · Venebrugge · Kasteel Voorst · Warmelo · Wegdam · Weldam · Weleveld · Huis Werkeren · Westerflier · Wittenstein · Zuthem